# Xantippe (cràter)
Xantippe és un cràter d'impacte en el planeta Venus de 40,4 km de diàmetre. Porta el nom de Xantipa (f. segle vi aC), esposa de Sòcrates, i el seu nom va ser aprovat per la Unió Astronòmica Internacional el 1991.